# Пашазаде, Аллахшукюр Гуммет оглы
Гаджи́ Аллахшукю́р Гумме́т оглы́ Пашазаде́ (азерб. Şeyxülislam Hacı Allahşükür Paşazadə, тал. Šejxulislam Hačy Allahšukur Pašazadə; род. 26 августа 1949, село Джил, Ленкоранского района, Азербайджанской ССР) — азербайджанский религиозный деятель и историк. Глава Управления мусульман Кавказа (с 1980 года). Доктор исторических наук, профессор. Избран пожизненным шейх-уль-исламом в 2003 году на XI съезде мусульман Кавказа.

## Биография
Аллахшукюр Пашазаде родился 26 августа 1949 года в селении Джил Ленкоранского района Азербайджана, в талышской семье. По окончании средней школы трудился разнорабочим в совхозе.
В 1968 году он поступил в медресе «Мири Араб» в Бухаре, а в 1975 году стал выпускником Ташкентского исламского института.
С 1975 года ответственный секретарь и заместитель председателя Управления Мусульман Кавказа, ахунд мечети Тезепир.
Летом 1980 года был избран председателем Духовного управления мусульман Закавказья и получил духовное звание Шейх-уль-ислам.
С 1985 года член-корреспондент Иорданской королевской академии исламской цивилизации. Пашазаде в 1980-е годы активно занимался внешнеполитической деятельностью. 1-3 октября 1986 года в Баку Духовное управление мусульман Закавказья провело конференцию «Мусульмане в борьбе за мир», в которой приняли участие 600 делегатов из 60 стран мира. С началом войны в Афганистане возникла проблема советских пленных, захваченных моджахедами. Пашазаде неоднократно выезжал в зону конфликта, где вёл переговоры с лидерами моджахедов об освобождении советских военнопленных.
С 1988 года член совещательного совета Всемирного исламского конгресса. В 1989 году Пашазаде был избран народным депутатом Верховного Совета СССР от Неграмского национально-территориального избирательного округа № 621 Нахичеванской АССР. Член Комитета Верховного Совета СССР по вопросам гласности, прав и обращений граждан. С 1990 по 1995 год был депутатом Верховного Совета Азербайджанской Республики.

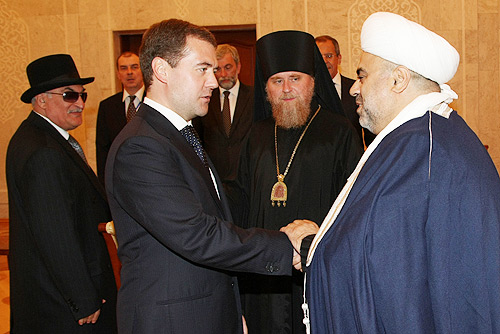
С президентом России Дмитрием Медведевым в 2008 году

В 1992 году Пашазаде был избран председателем Верховного Религиозного Совета Кавказских Народов со стороны религиозных деятелей Азербайджана, Грузии, Дагестана, Кабардино-Балкарии, Ингушетии, Чечни, Карачаево-Черкесии и Адыгеи.
Член совета правления Организации Исламской Конференции и Исламского Евразийского Совета.
С 2004 года сопредседатель Межрелигиозного Совета Содружества Независимых Государств.
В 2008 году на встрече с главой Центра толерантности Лос-Анджелеса раввином Абрахамом Купером, Пашазаде заявил что переговоры с армянами не приводят к решению карабахского конфликта, потому что «ложь и предательство в крови у армян», что было расценено как проявление ксенофобии имамом соборной Джума-мечети в Ичери-шехер Гаджи Ильгаром Ибрагимоглу и армянскими СМИ. В 2023 году решительно осудил становление Тегерана и Еревана городами-побратимами.
В ноябре 2009 года в Азербайджане на государственном уровне отмечались его 60-летие со дня рождения и 30-летие нахождения во главе мусульман Кавказа.

## Автор статей
- «Ислам на Кавказе»
- «Шехиды в Исламе»
- «Религия и межнациональные отношения»
- «Народ и Общество в Исламе»

## Орден Шейх-уль-ислама

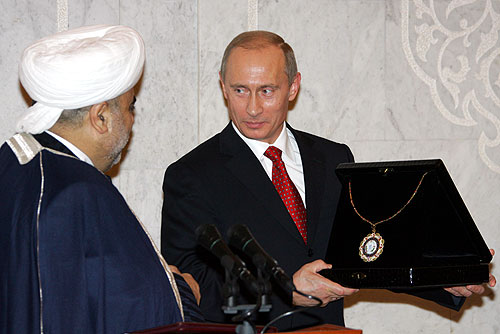
При вручении ордена «Шейх-уль-Ислам» президенту России Владимиру Путину в 2006 году

В 2005 году Аллахшукюр Пашазаде учредил «Орден Шейх-уль-ислама». Этим орденом Пашазаде награждет сам глав государств, руководителей международных организаций и духовных лидеров «за большие заслуги в деле возрождения и защиты исторических и национально-культурных традиций, национально-религиозных ценностей, упрочения межрелигиозного и межкультурного диалога, укрепления дружбы и братства между народамиза большие заслуги в деле установления мира и толерантности, сохранения и развития нравственных ценностей».
Всего с 2005 года по 2013 год Орденом Шейх-уль-ислама были награждены президенты Азербайджана Гейдар Алиев (посмертно) и Ильхам Алиев, патриарх Московский и Всея Руси Алексий II, президент России Владимир Путин, генеральный Секретарь ОИК Экмеледдин Ихсаноглы, премьер-министр Турции Реджеп Тайип Эрдоган, президент Узбекистана Ислам Каримов, патриарх Московский и Всея Руси Кирилл и католикос-патриарх всея Грузии Илия II.

## Награды и звания
- Орден Дружбы народов (16 ноября 1988 года, СССР) — за миротворческую деятельность[1][18]
- Орден «Рука, Наука и Заслуги» (1992 год, Египет)
- Орден «Славы» (1994 год, Египет)[1]
- Орден «Слава» (26 августа 1994 года, Азербайджан) — за заслуги в обеспечении суверенитета Азербайджанского государства и свободы совести граждан Республики, а также расширении международных связей[19]
- Орден «Независимость» (26 августа 1999 года, Азербайджан) — за особые заслуги перед государством и народом Азербайджана[1][20]
- Орден святого равноапостольного великого князя Владимира I степени (2001 год, Россия, Русская православная церковь)[21]
- Орден Чести (5 декабря 2001 года, Грузия)[1]
- Орден «Аль-Фахр» (2005 год, Совет муфтиев России, Россия) — за выдающийся вклад в укрепление межконфессиональных отношений и многолетнее служение мусульманской умме[22]
- Специальный диплом «Человек года» (2006 год)[23]
- Орден Святого Григория Великого (2006 год, Святой Престол)[24]
- Орден Дружбы (3 октября 2006 года, Россия) — за большой вклад в укрепление дружбы и сотрудничества между народами[25]
- Памятная медаль и диплом международной Ассоциации фондов Мира, Всемирной федерации ветеранов и Международного фонда ветеранов «Память народная» (2007 год)[26]
- Премия «Человек года — 2008», учреждённая Фондом имени Национального Героя Азербайджана Чингиза Мустафаева и Группой компаний АНС (ANS) (6 марта 2009 года)[1]
- Орден «Честь» (26 августа 2009 года, Азербайджан) —  за большие заслуги в обеспечении свободы совести граждан в Азербайджанской Республике[27][28]
- Почётная грамота Президента Российской Федерации (31 августа 2009 года, Россия) — за заслуги в развитии социально-культурных и межконфессиональных связей между народами и активную общественную деятельность[29]
- Орден имени Ахмата Кадырова (3 ноября 2009 года, Чечня) — за выдающуюся религиозную деятельность по укреплению исламского наследия и сохранения духовного единства  мусульман, значительный вклад в развитие дружественных отношений между Азербайджанской Республикой и Чеченской Республикой[30][31]
- Орден Почёта (6 ноября 2009 года, Россия) — за заслуги в развитии социально-культурных и межконфессиональных связей между народами и активную общественную деятельность[32]
- Орден Золотого руна (2009 год, Грузия)[33]
- Медаль в честь святого апостола Варфоломея (2009 год, Бакинская и Прикаспийская епархия)[34]
- Орден Славы и чести (2009 год, РПЦ) — во внимание к вкладу в межрелигиозное сотрудничество, в дело укрепления мира и дружбы между народами и в связи с 60-летием со дня рождения[35]
- Орден «Полумесяц и звезда» высшей степени (2010 год, Комитет международной безопасности по борьбе с коррупцией, наркоманией и экологическими преступлениями «INTERSAFETY» и Международный наградный союз (UNCOPA) Организации Объединённых Наций)[36]
- Золотая медаль и титул «Посол доброй воли» (2011 год, Международный комитет по защите прав человека)[37]
- Медаль в честь «60-летнего юбилея первого Президента Чеченской Республики Ахмата хаджи Кадырова» (2012 год, Чечня, Россия)[38]
- Орден святителя Кирилла Туровского I степени (2013 год, Белорусская православная церковь)[39]
- Медаль Форума Кранс Монтана (2013 год)[40]
- Орден святого благоверного князя Даниила Московского I степени (2014 год, РПЦ)[41]
- Президентский орден «Сияние» (29 августа 2014 года, Грузия)[42]
- Орден Франциска Скорины (1 сентября 2014 года, Белоруссия) — за значительный личный вклад в развитие белорусско-азербайджанского межгосударственного диалога, деятельность по расширению торгово-экономических и культурных связей между Республикой Беларусь и Азербайджанской Республикой, укрепление межконфессионального согласия[43][44]
- Благодарность Президента Российской Федерации (12 февраля 2015 года, Россия) — за заслуги в развитии межконфессиональных и социально-культурных связей между народами[45]
- Почётная грамота сети кафедр по межрелигиозному диалогу во имя межкультурного взаимопонимания ЮНЕСКО (март 2015 года)[46]
- Памятная медаль «130 лет Екатеринбурской епархии» (апрель 2015 года, Екатеринбургская епархия, Русская православная церковь)[47]
- Орден «Аль-’Иззат» степень «Гали бин Аби Талиб радыяЛЛаhу’анhу» (22 октября 2015 года, ЦДУМ)[48]
- Почётный диплом Президента Азербайджанской Республики (16 ноября 2015 года) — по случаю дня международной толерантности за заслуги в развитии мультикультуральных традиций и межрелигиозных отношений в Азербайджане[49]
- Орден Аль-Хусейна 1 степени (2017 год, Иордания)[50]
- Медаль «Шапагат» (2018 год, Казахстан)[51]
- Золотая медаль Парламента Египта (2019 год, Египет)[52]
- Памятная золотая медаль «90-летие Нахчыванской Автономной Республики» (2019 год)[53]
- Орден «За заслуги перед Карачаево-Черкесской Республикой» (27 февраля 2019 года, Карачаево-Черкесия, Россия)[54]
- Орден «Гейдар Алиев» (26 августа 2019 года) — за особые заслуги в области формирования государственно-религиозных отношений, утверждения национального согласия и духовно-нравственных ценностей[55]
- Знак отличия «За благодеяние» (11 ноября 2019 года, Россия) — за активную общественную деятельность, направленную на повышение нравственности и толерантности в обществе, установление атмосферы доверия между народами в культурно-религиозной сфере[56]
- Орден Преподобного Серафима Саровского I степени (2019 год, РПЦ)[57]
- Орден «Содружество» (21 ноября 2019 года, Межпарламентская ассамблея СНГ) — за активное участие в деятельности Межпарламентской Ассамблеи и её органов, вклад в укрепление дружбы между народами государств — участников Содружества Независимых Государств[58][59]
- Орден «Дружба» (2022 год, Грузинская православная церковь)[60]
- Астанинская международная премия (2022 год)[61]
- Почётная медаль VII Съезда лидеров мировых и традиционных религий (2022 год)[61]
- Орден «Имам Карафи» (2023 год) — за вклад в деятельность Генерального секретариата Всемирных органов фетвы[62]
- Орден «Достык» II степени (2023 год, Казахстан)[63]
- Памятная медаль по случаю 10-летия Мусульманского совета старейшин (2024 год)[64]
- Орден святителя Алексия, митрополита Киевского, Московского и всея Руси I степени (2024 год, РПЦ)[65]